# Тутагуал ап Кинуит
Тутагуал (валл. Tudwal) (умер в начале VI века) — сын Кинуита, короля Альт Клуита или же он был сыном Эдниведа, сына Ануна Диведского. После смерти Кинуита Тутагуал был ещё мал. Где-то в 480-х г.г. он получил юго-западную часть Альт Клуита, которая стала называться Галвидел. Тутагуал умер примерно в начале VI века. Ему наследовал его сын Дингад ап Тутагуал.
В 495 году нашей эры Тутагуал был свергнут пиктонским вождём по имени Кау, который продержался у власти всего шесть лет, прежде чем сам был отстранен от власти, будучи изгнанным в Уэльс.